# Matang Kuli
Matang Kuli is een bestuurslaag in het regentschap Pidie van de provincie Atjeh, Indonesië. Matang Kuli telt 155 inwoners (volkstelling 2010).